# Sevilla Fútbol Club 2006-2007
Questa voce raccoglie le informazioni riguardanti il Sevilla Fútbol Club nelle competizioni ufficiali della stagione 2006-2007.

## Rosa
| N. |                       | Ruolo | Calciatore              |
| -- | --------------------- | ----- | ----------------------- |
| 1  | Spagna (bandiera)     | P     | Andrés Palop            |
| 2  | Spagna (bandiera)     | D     | Javi Navarro (capitano) |
| 3  | Spagna (bandiera)     | D     | David Castedo           |
| 4  | Brasile (bandiera)    | D     | Daniel Alves            |
| 5  | Portogallo (bandiera) | C     | Duda                    |
| 6  | Brasile (bandiera)    | C     | Adriano Correia         |
| 7  | Uruguay (bandiera)    | A     | Ernesto Chevantón       |
| 8  | Danimarca (bandiera)  | C     | Christian Poulsen       |
| 9  | Russia (bandiera)     | A     | Aleksandr Keržakov      |
| 10 | Brasile (bandiera)    | A     | Luis Fabiano            |
| 11 | Brasile (bandiera)    | C     | Renato                  |
| 12 | Mali (bandiera)       | A     | Frédéric Kanouté        |
| 13 | Spagna (bandiera)     | P     | David Cobeño            |
| 14 | Francia (bandiera)    | D     | Julien Escudé           |

| N. |                     | Ruolo | Calciatore         |
| -- | ------------------- | ----- | ------------------ |
| 15 | Spagna (bandiera)   | C     | Jesús Navas        |
| 16 | Spagna (bandiera)   | C     | Antonio Puerta     |
| 17 | Spagna (bandiera)   | C     | Jesuli             |
| 18 | Spagna (bandiera)   | C     | Martí              |
| 19 | Serbia (bandiera)   | D     | Ivica Dragutinović |
| 20 | Spagna (bandiera)   | D     | Aitor Ocio         |
| 22 | Spagna (bandiera)   | C     | Fernando Sales     |
| 24 | Germania (bandiera) | D     | Andreas Hinkel     |
| 25 | Italia (bandiera)   | C     | Enzo Maresca       |
| 27 | Spagna (bandiera)   | C     | Alfaro             |
| 28 | Spagna (bandiera)   | D     | Lolo               |
| 29 | Spagna (bandiera)   | P     | Javi Varas         |
|    | Spagna (bandiera)   | All.  | Juande Ramos       |